# Kyjiv-Vydubyči (železniční zastávka)
Kyjiv-Vydubyči (ukrajinsky Київ-Видубичі) je železniční zastávka na jihu Kyjeva, která se nachází poblíž čtvrti Verchňa Telyčka, nedaleko stanice metra Vydubyči. Zastávka leží na centrálním okruhu kyjevského železničního uzlu a zastavují zde vlaky Kyjevské městské železnice.

## Historie
Zastávka vznikla v roce 2001, jako náhrada za zastávku Botanična, která se nacházela blíže k Darnyckému mostu.